# ブレイザブリク
ブレイザブリク（もしくはブレイダブリク。Breiðablic）は、北欧神話に出てくる宮殿のことである。名前は「幅広き輝き」の意味である。

## 『エッダ』
『古エッダ』の『グリームニルの言葉』第12節には、ブレイザブリクにバルドルが自分の館を建てたこと、その場所には災いがないこと（をオーディンが知っている）と書かれている。ブレイザブリクは第7番目に紹介される。
また、『スノッリのエッダ』第一部『ギュルヴィたぶらかし』第17章には、ブレイザブリクより美しい場所がないと書かれている。

## 『ユングリング家のサガ』
スノッリ・ストゥルルソンは『ユングリング家のサガ』第5章においても、バルドルがブレイザブリクに居住したとしている。それはログ湖（現在のスウェーデン・メーラレン湖）のほとりの古シグトゥーナ(en)にあり、バルドルは神殿のゴジとして、オーディンからその地を与えられた。